# Paolo Emilio Sfondrati
Paolo Emilio Sfondrati (n. 13 septembrie 1560, Milano - d. 14 februarie 1618, Tivoli) a fost un cardinal italian. Născut într-o familie nobilă din Milano, nepot al papei Grigore al XIV-lea, a fost numit de acesta cardinal cu biserica titulară la Santa Cecilia in Trastevere, legat papal la Bologna, precum și membru al Congregației Sfântului Oficiu. A fost prieten cu Filip Neri.

## Biografie
Născut într-o familie nobilă din Milano și nepotul papei Grigore al XIV-lea, el a fost educat sub îndrumarea unchiului său, viitorul papă. În 1577 s-a mutat la Roma, în  casa parohială aferentă Bisericii Santa Maria în Vallicella, unde s-a împrietenit cu Filip Neri.
Papa Grigore al XIV-lea l-a ridicat la rangul de cardinal în Consistoriul din 19 decembrie 1590, conferindu-i titlul de preot cardinal de Santa Cecilia și apoi făcându-l cardinal nepot.
Paolo Emilio a fost ulterior numit guvernator al Fermo și legatul papal în Romagna, la începutul anului 1591. El a fost, de asemenea, prefect al Tribunalului Suprem al Signaturii Apostolice.
El a fost episcop de Cremona din 13 septembrie 1607 până în 19 iunie 1610, dar nu a locuit niciodată în dioceză, acționând prin delegați. Din ianuarie 1607 până la ianuarie 1608 a fost Camerlengo al Colegiului Cardinalilor. În 1610 el a devenit episcop cardinal de Albano, păstrând în același timp titlul de la Santa Cecilia.
A fost înmormântat în Biserica Santa Cecilia din Trastevere.

## Conclavuri
În perioada în care a avut titlul de cardinal, Paolo Emilio Sfondrati a participat la conclavurile următoarele:
- Conclavul din 1591, fiind ales Papa Inocențiu al IX-lea
- Conclavul din 1592 , fiind ales Papa Clement al VIII-lea
- Conclavul din 1605 , fiind ales Papa Leon al XI-lea
- Conclavul din 1605 , fiind ales Papa Paul al V-lea